# Blanches malmgård

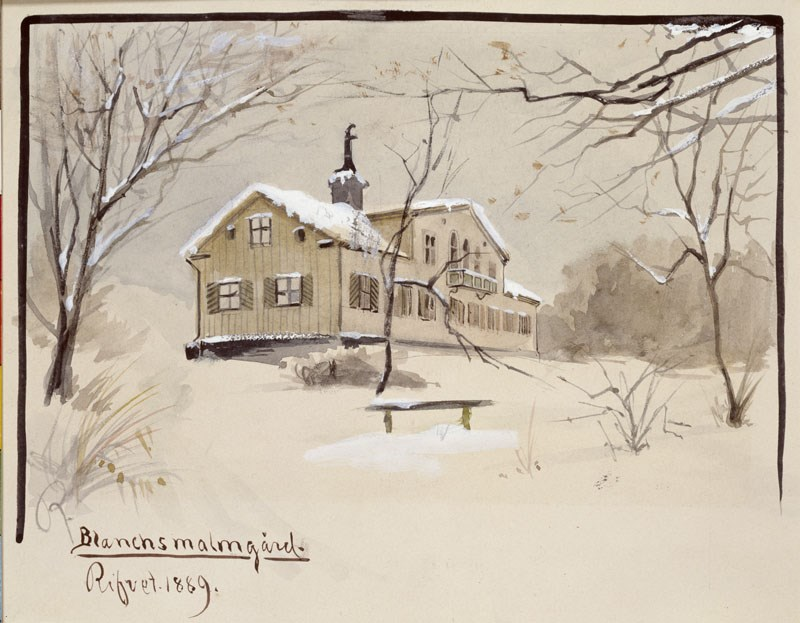
Malmgården enligt Henry Reuterdahl.

Blanches malmgård var en av Stockholms malmgårdar från 1700-talet, som ursprungligen låg vid dagens Karlavägen på Östermalm i Stockholm, ungefär där Östra Real finns. Gården ägdes under 1800-talets andra hälft av författaren August Blanche, därav namnet. Huvudbyggnaden revs 1889 i samband med gaturegleringar och de sista resterna försvann 1907.

## Historik

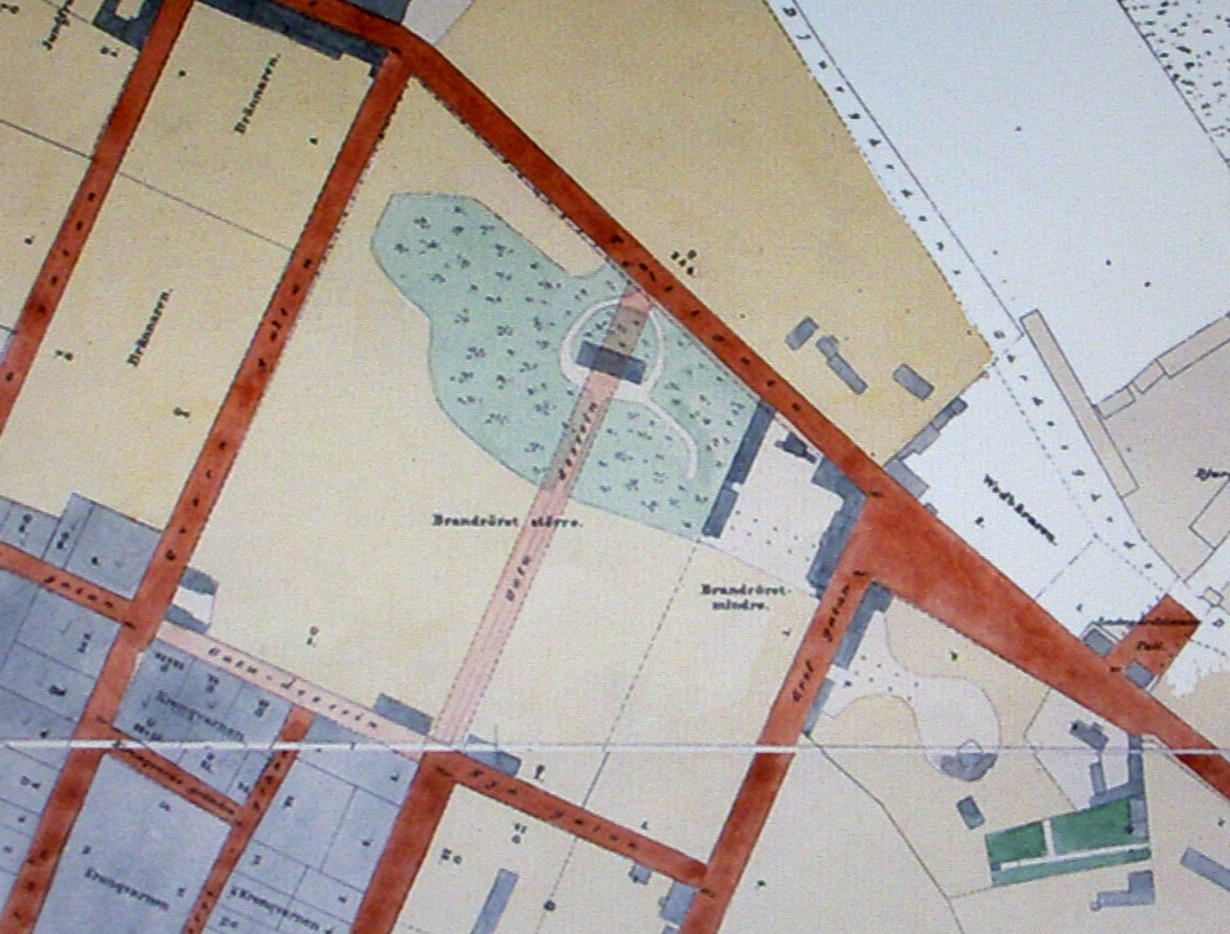
Malmgården, 1863.

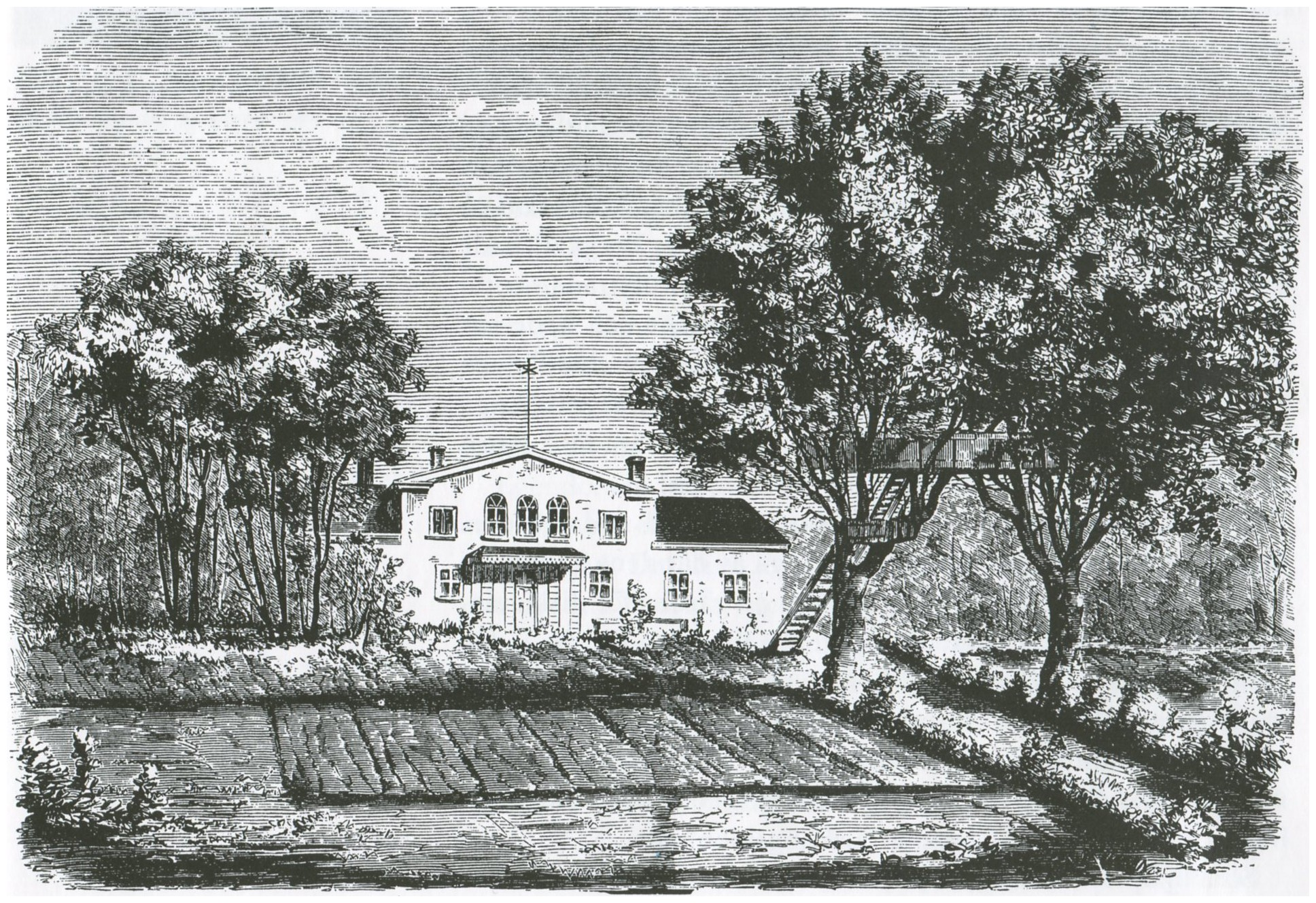
Malmgården efter en teckning av Otto August Mankell 1871.

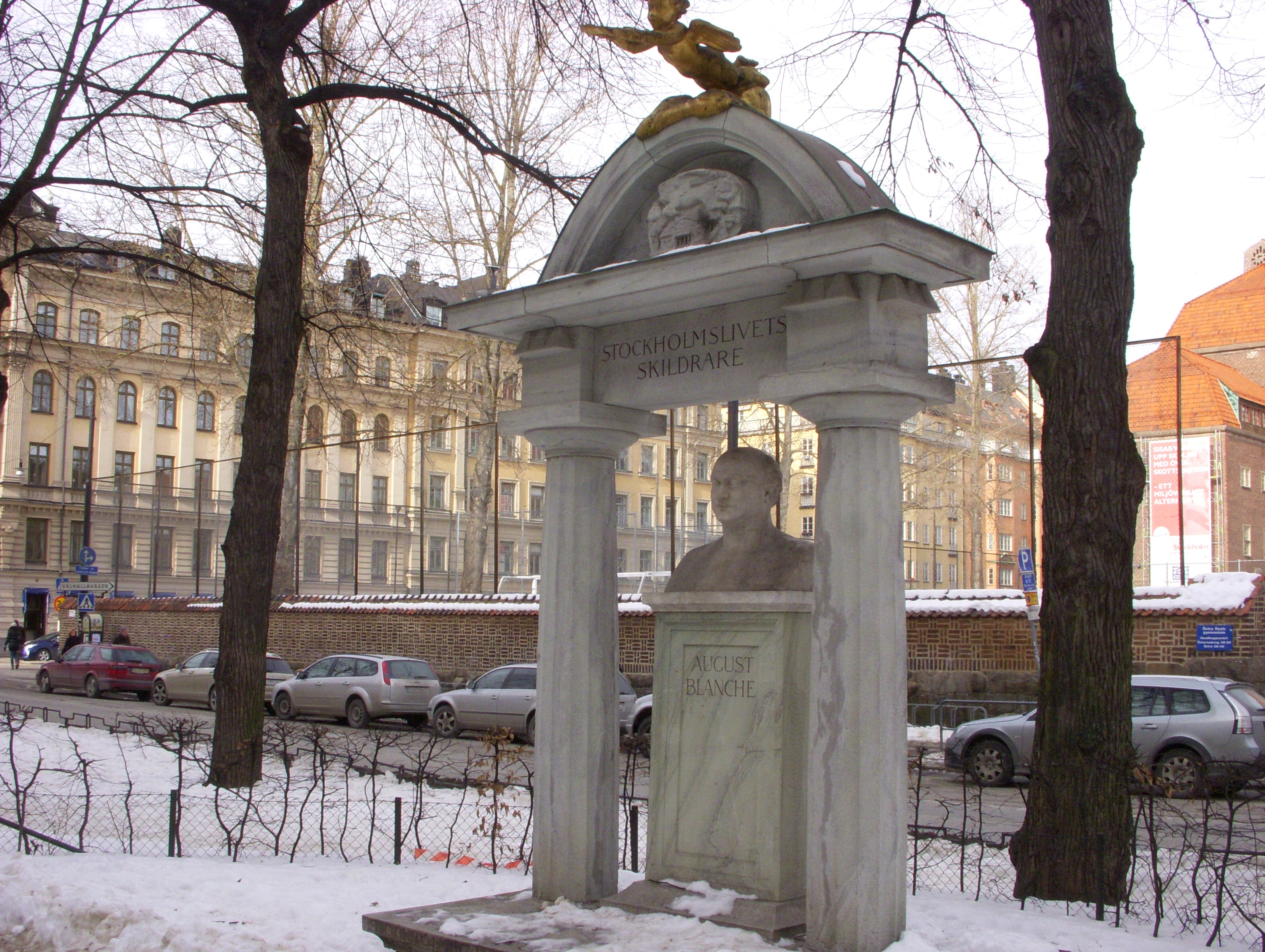
Blanches minnesbyst vid Karlavägen, skulptur av Aron Sandberg.

Malmgårdens första ägare var Christopher Polhem och efter honom ägdes den av kammarrådet Nils Sandhielm, som var gift med Polhems dotter. Det sägs att Polhem på 1730-talet planterade den ek på tomten under vilken senare August Blanche drack sitt “kaffe på maten” på varma sommardagar.  På 1830-talet förvärvades egendomen av kyrkoherden i Hedvig Eleonora församling, Mårten Bergvall med syftet att ha det som sommarnöje. Malmgårdens tomt hade då en storlek på 25 000 m² och låg i dåvarande kvarteret Brandröret större strax väster om Ladugårdslandstullen. Området begränsades av dagens Artillerigatan i väst, Östermalmsgatan i norr, Grevgatan i öst och Kommendörsgatan i syd.
När Bergvalls hustru dog 1842 bodde han ensam i den stora gården. Från det äktenskapet fanns inga barn, men Bergvall hade en son sedan tidigare; August Blanche. Efter Bergvalls död 1852 blev Blanche ensam ägare till malmgården. Malmgården spelade en stor roll i Blanches författarskap. Här fick han sin inspiration och sin skaparglädje och här umgicks han med sina vänner. 1932 års julnummer av tidskriften Idun var helt ägnat åt minnet av August Blanche och hans malmgård. Hans halvbror Thore Blanche skrev då bland annat: "Denna (Malmgården) var ingen liten, obetydlig tomt. Det var en hel lantgård med handelsträdgård och alléer, tobaksodlingar, uthus, ladugårdar med kreatur och en stor väderkvarn vid Grefgatan. Allt omgivet av röda plank".
August Blanche dog 30 november 1868 i en hjärtinfarkt på Apoteket Ugglan och tio år senare köptes gården av storbyggmästaren Carl Oscar Lundberg. Redan då fanns en stadsplan som förlängde Skeppargatan norrut rakt över malmgården. Efter bara två år sålde Lundberg egendomen till Stockholms stad, som var i färd med Östermalms gaturegleringar enligt Lindhagenplanen. Under tiden hade tomtens värde ökat kraftigt och Lundberg gjorde sig en stor förmögenhet i samband med just denna försäljning. Här skulle den nya esplanaden Karlavägen dras fram och staden behövde marken. 1889 revs huvudbyggnaden och 1907 försvann de sista små husen. 
Som ett äreminne reste Stockholmsgillet den 30 november 1918 en byst av Blanche på platsen där malmgården en gång i tiden hade funnits. Bysten står på Karlavägens mittremsa i höjd med Östra Real och är formgiven av skulptören Aron Sandberg. Kvarteret Malmgården där Östra Real uppfördes 1910 påminner fortfarande om Blanches malmgård.